# Con las manos en la masa
Con las manos en la masa fue un programa de televisión de temática culinaria, producido y emitido por TVE entre 1984 y 1991 y dirigido y presentado por Elena Santonja. Fue la base de la mayoría de los programas de cocina que se hicieron después en España.

## Estructura del programa
En cada programa, Elena Santonja invitaba a un personaje famoso de todo tipo de ámbitos, cantantes, actores, presentadores, deportistas... y entre ambos explicaban y preparaban dos recetas de cocina, casi siempre relativas a la gastronomía española tradicional. Mientras elaboraban las recetas entre ambos, Elena aprovechaba para entrevistar al invitado. Entre los muchísimos invitados que acudieron al programa, se pudo ver a Gonzalo Torrente Ballester, Víctor Manuel, Alaska, Martirio, Carlos Berlanga y un largo etcétera.

## La sintonía
La sintonía del programa, hoy en día una de las más recordadas de la historia de la televisión en España, es una canción compuesta por el dúo musical femenino Vainica Doble (una de cuyas componentes, Carmen Santonja, era hermana de la presentadora) e interpretada por la otra componente, Gloria van Aerssen, a dúo con Joaquín Sabina.
El programa tuvo varias cabeceras. La última, estrenada en torno a 1987, incluía una animación por ordenador recreando una cocina decorada con cuadros famosos que hacen referencia a la comida y una chimenea con fuego. La calidad de la animación era bastante alta teniendo en cuenta la época en que se realizó.

## Polémica cancelación
En mayo del año 1991 el programa cambió su nombre a La cocina de Elena. Esta modificación fue acompañada a su vez de un cambio en el planteamiento del programa, donde Elena Santonja en lugar de dialogar con invitados famosos, representaba a un ama de casa que cocinaba junto a su criada, adquiriendo el espacio un toque teatral. Sólo tres meses después, durante agosto del mismo año, el programa fue retirado abruptamente de la emisora cuando Elena Santonja se negó a que fuese incluida publicidad de productos durante el desarrollo del programa sin que ella pudiera llegar a tener ninguna contraprestación económica. Como consecuencia de esto, seis programas ya grabados se quedaron sin emitir en aquel momento.
El programa fue sustituido por El menú de cada día, del entonces debutante en televisión nacional Karlos Arguiñano.